# Хон Гён Хван
Хон Гён Хван (кор. 홍경환, англ. Hong Kyung Hwan, род. 5 января 1999 года в Квачхоне, провинции Кёнгидо) — корейский шорт-трекист, чемпион мира 2019 года в эстафете. Обучается в Корейском национальном спортивном университете на факультете физического воспитания. Выступает за команду мэрии Коян.

## Биография
Хон Гён Хван занялся шорт-треком в возрасте 7-и лет в Квачхоне по совету его друга, и начал серьезно заниматься им в 5-м классе начальной школы. Когда учился в старшей школе Сохён, он участвовал на своём первом международном соревновании в феврале 2016 года на юношеских зимних Олимпийских играх в Лиллехаммере. Там выиграл золотую медаль на дистанции 500 м и занял 15-е место в беге на 1000 м.
Он впервые попал в национальную сборную в сезоне 2016/17 и провел первые гонки на Кубке мира в начале сезона 2016/17 года в Шанхае, где занял два 11-х места в беге на 500 м и 1000 м. В феврале 2017 года выиграл свои первые серебряные медали в беге на 1500 м в Дрездене и Минске. В сезоне 2017/18 участвовал только на чемпионате мира среди юниоров 2018 года в Томашуве-Мазовецком, где выиграл в абсолютном зачёте многоборья.
В сезоне 2018/19 начал с выступлении на Кубке мира в Калгари и занял там 2-е место в мужской эстафете и 3-е в смешанной эстафете. В
Солт-Лейк-Сити выиграл первую золотую медаль в беге на 1000 м. В декабре в Алматы занял 2-е места в беге на 1500 м и в смешанной эстафете, а в феврале 2019 года в Дрездене поднялся на 3-е место в беге на 1000 м и в Турине 2-е место в беге на 1500 м. На чемпионате мира 2019 года в Софии он стал чемпионом в эстафетном забеге в составе Кореи.
В марте 2021 года на 36-м Кубке президента Хон Гён Хван выиграл две золотые медали в беге на 1500 м и 3000 м. В начале января 2022 года он выиграл 103-й Национальный фестиваль зимних видов на дистанциях 1000 м и 1500 м.